# مولسو
مولسو (به انگلیسی: Moulsoe) یک روستا و محله مدنی در بریتانیا است که در Milton Keynes واقع شده‌است. مولسو ۳۱۸ نفر جمعیت دارد.